# Strokowyci
Strokowyci (ukr. Строковиці) – mijanka i przystanek kolejowy w pobliżu miejscowości Trokowyczi, w rejonie żytomierskim, w obwodzie żytomierskim, na Ukrainie. Położona jest na linii Korosteń – Żytomierz.